# Parabruchobius malgacinus
Parabruchobius malgacinus är en stekelart som beskrevs av Jean Risbec 1960. Parabruchobius malgacinus ingår i släktet Parabruchobius och familjen puppglanssteklar.
Artens utbredningsområde är Madagaskar. Inga underarter finns listade i Catalogue of Life.